# آلا آرکا
آلا آرکا (به لاتین: Ala-Archa) یک منطقهٔ مسکونی در قرقیزستان است که در استان چوی واقع شده‌است.